# 大石ハ駅
大石垻駅（だいせきはえき）は、中華人民共和国重慶市江北区に位置する重慶軌道交通5号線の駅である。

## 歴史
- 2018年12月24日：開業。

## 隣の駅
重慶軌道交通
■5号線
大龍山駅 -沙河垻駅 -忠恕沱駅